# زابرجه (پریبوی)
زابرجه (به صربی: Zabrđe) یک منطقهٔ مسکونی در صربستان است که در پریبوی واقع شده‌است. زابرجه ۳۵۰ نفر جمعیت دارد.